# 浅利悟

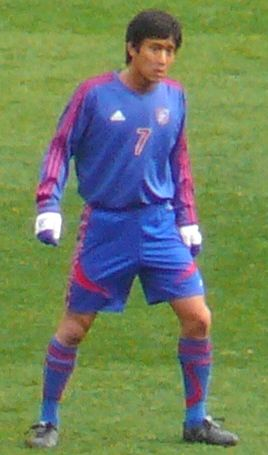
浅利悟

浅利 悟（あさり さとる、1974年6月10日 - ）は、埼玉県浦和市（現さいたま市）出身の元サッカー選手。現役時代のポジションはミッドフィールダー（MF）。

## 人物
ジャパンフットボールリーグ・東京ガスフットボールクラブからJリーグ・FC東京に至るまで13年間に渡って東京一筋で プレーを続けたサッカー選手。引退後も同クラブの役職を務めた。クラブがJリーグ入りしプロ化が進められた中でも東京ガスから出向する社員選手 という立場で在籍し、引退時には斉藤雅人（大宮アルディージャ）と共に「最後の社員Jリーガー」として話題になった。
現役時代は一貫して守備的MF（ボランチ）を務めていた。際立った身体能力を有してはいなかったものの、マークする相手を的確に潰し、どんなタイプの選手とも好連携を築くバランサー・黒子役としての能力に優れており、チームが選手層拡充を続け、毎年のようにボランチの補強がなされていったが、浅利の堅実で献身的な守備 は長く重宝された。チームメートで後輩の米本拓司からは「プレー中に2、3手先を読んで指示を出す。考える力がすごかった。プロの中でもこれだけ考えてサッカーをやる人も数少ない」とリスペクトを受けていた。

## 来歴
小学校2年生の時にサッカーを始める。中学時代はサッカー部で活動する一方、埼玉教員サッカークラブの練習に参加したこともある。ポジションはFWやトップ下など攻撃の選手だった。
1990年、武南高等学校へ進学。全国選手権に3年連続で出場し、1年次と3年次にベスト4、2年次にベスト8に進出。高校では2学年上に木寺浩一、1学年上に上野良治、同級生に浦田尚希、江原淳史、室井市衛、1学年下に斉藤雅人、2学年下に金沢浄、宮沢克行らがおり、武南高の黄金期を支えた一人でもある。後にJリーグでもチームメイトとなった金沢は高校時代の浅利を「当時は石川直宏タイプの快足ウインガーだった」と壊述している。1993年に進学した明治大学ではボランチを務めていた。
首都圏でサッカーを続けたいと考え、1997年に大学を卒業して東京ガスへ入社し、同社サッカー部（東京ガスフットボールクラブ）へと入部。初年度からリーグベストイレブンに選出される活躍を見せ、同年の天皇杯準々決勝ベルマーレ平塚戦では中田英寿を密着マンマークで封じ込め、ベスト4進出に貢献した。1999年、クラブがFC東京としてプロ化しJリーグ2部（J2）へ加盟した後も、東京ガスからの具体的な働きかけが無かったこともあって、「グラウンドに立てば同じ」 と、プロ契約を結ばずに東京ガスに籍を置いたまま社員選手としてプレー。2000年、Jリーグ1部（J1）に昇格したチームでは最適の攻守のバランスを見極めるべく、様々なドイスボランチの組み合わせが試されたものの、浅利だけは守備の要として固定されレギュラーを確保した。
その後も毎シーズン、新選手の補強に強い危機感を抱きながらも 挑戦者として改めてポジション争いに挑み、控え組に回されても先頭に立って努力を続け、出場機会を勝ち取った。特に2004年は浅利と同様に守備を得意とするMF今野泰幸が加入し競争が激化したが、原博実監督が今野の攻撃センスを見出したことも奏功して浅利・今野でドイスボランチが組まれ、原からは「今野がチームに馴染んだのは浅利が後ろでどっしりと構えてくれたおかげ」と賛辞された。
2004年8月に右膝半月板損傷による人生初の 手術を受け、戦線を離脱。復調してからも今野や梶山陽平らの主力定着により なかなかレギュラーに復帰できずにいたが、常に試合への準備を怠らず全力で練習に取り組む姿は周囲への模範となっていた。
2008年に就任した城福浩監督からも大きな信頼を置かれ、同年の公式戦46試合全てにメンバー登録されベンチ入り、内25試合で先発出場し、最終ラインの前に構えるいぶし銀のアンカーとして、バイタルエリアをケアする職人的な活躍を見せた。
2009年はアキレス腱周囲炎に始まって、後十字靭帯や足首の痛みも続き、また、「浅利を目標とする」との抱負を述べて入団した新人・米本拓司の台頭によって出場機会が激減、ベンチ入りメンバーから外れる機会も多くなった。10月26日に同年限りでの現役引退が発表された。ほぼ同時期に藤山竜仁の退団も発表され、この年をもって東京ガスFC時代から所属する現役選手の全てがクラブから離れた。
現役時代、目標とする選手にはクロード・マケレレ やマウロ・シルバ を挙げていた。一番凄いと感じた対戦相手選手にはドラガン・ストイコビッチを挙げており、「削りに行きたくても、それすらさせてもらえなかった。うまさの次元が他の選手とは違った」と絶賛している。一番影響を受けた選手には土肥洋一を挙げ、「日々の体のケアやオフの体作りを目の前で見ていてこれぞプロだと感じた。グラウンドでも常に100%。偉大な人で尊敬している」と述べている。
2010年からは「引退後は一社会人として成長する」として、サッカー指導者の道を選ばずFC東京広報部に所属。また、背番号7は浅利の希望もあって、米本に引き継がれた。2011年からは同クラブの強化部に異動。18年からは育成部としてU-15の統括を中心に選手育成に携わり、22年よりアカデミーダイレクターに就任した。

## 所属クラブ
- - 1987年 大久保サッカー少年団 (浦和市立大久保小学校)[12]
- 1987年 - 1989年 浦和市立大久保中学校[12]
- 1990年 - 1992年 武南高校[2]
- 1993年 - 1996年 明治大学[2]
- 1997年 - 2009年  東京ガスフットボールクラブ / FC東京

## 個人成績
| 国内大会個人成績 | 国内大会個人成績 | 国内大会個人成績 | 国内大会個人成績 | 国内大会個人成績 | 国内大会個人成績 | 国内大会個人成績 | 国内大会個人成績 | 国内大会個人成績 | 国内大会個人成績 | 国内大会個人成績 | 国内大会個人成績 |
| 年度             | クラブ           | 背番号           | リーグ           | リーグ戦         | リーグ戦         | リーグ杯         | リーグ杯         | オープン杯       | オープン杯       | 期間通算         | 期間通算         |
| 年度             | クラブ           | 背番号           | リーグ           | 出場             | 得点             | 出場             | 得点             | 出場             | 得点             | 出場             | 得点             |
| 日本             | 日本             | 日本             | 日本             | リーグ戦         | リーグ戦         | リーグ杯         | リーグ杯         | 天皇杯           | 天皇杯           | 期間通算         | 期間通算         |
| ---------------- | ---------------- | ---------------- | ---------------- | ---------------- | ---------------- | ---------------- | ---------------- | ---------------- | ---------------- | ---------------- | ---------------- |
| 1997             | 東京ガス         | 15               | 旧JFL            | 29               | 0                | -                | -                | 4                | 0                | 33               | 0                |
| 1998             | 東京ガス         | 7                | 旧JFL            | 28               | 1                | -                | -                | 3                | 0                | 31               | 1                |
| 1999             | FC東京           | 7                | J2               | 29               | 1                | 7                | 0                | 3                | 0                | 39               | 1                |
| 2000             | FC東京           | 7                | J1               | 27               | 0                | 1                | 0                | 0                | 0                | 28               | 0                |
| 2001             | FC東京           | 7                | J1               | 25               | 0                | 3                | 0                | 0                | 0                | 28               | 0                |
| 2002             | FC東京           | 7                | J1               | 19               | 0                | 0                | 0                | 1                | 0                | 20               | 0                |
| 2003             | FC東京           | 7                | J1               | 22               | 0                | 6                | 0                | 0                | 0                | 28               | 0                |
| 2004             | FC東京           | 7                | J1               | 9                | 0                | 3                | 0                | 1                | 0                | 13               | 0                |
| 2005             | FC東京           | 7                | J1               | 9                | 0                | 0                | 0                | 0                | 0                | 9                | 0                |
| 2006             | FC東京           | 7                | J1               | 7                | 0                | 0                | 0                | 0                | 0                | 7                | 0                |
| 2007             | FC東京           | 7                | J1               | 16               | 0                | 4                | 0                | 3                | 0                | 23               | 0                |
| 2008             | FC東京           | 7                | J1               | 25               | 0                | 6                | 0                | 1                | 0                | 32               | 0                |
| 2009             | FC東京           | 7                | J1               | 5                | 0                | 1                | 0                | 2                | 0                | 8                | 0                |
| 通算             | 日本             | 日本             | J1               | 164              | 0                | 24               | 0                | 8                | 0                | 196              | 0                |
| 通算             | 日本             | 日本             | J2               | 29               | 1                | 7                | 0                | 3                | 0                | 39               | 1                |
| 通算             | 日本             | 日本             | 旧JFL            | 57               | 1                | -                | -                | 7                | 0                | 64               | 1                |
| 総通算           | 総通算           | 総通算           | 総通算           | 250              | 2                | 31               | 0                | 18               | 0                | 299              | 2                |

- 1997年4月20日：JFL初出場 - JFL第1節 vs福島FC (駒沢)
- 1998年8月30日：JFL初得点 - JFL第20節 vs大宮アルディージャ (大宮)
- 1999年3月14日：J2初出場 -　J2第1節 vsサガン鳥栖 (西が丘)[2]
- 1999年7月04日：J2初得点 - J2第16節 vsコンサドーレ札幌 (札幌厚別)[2]
- 2000年3月11日：J1初出場 - J1第1節 vs横浜F・マリノス (横浜国際)
- 2004年5月22日：J1・100試合出場 - J1 1st第11節 vs鹿島アントラーズ (カシマ)

## 出演
- FC東京ビバパラダイス（2010年、ジェイコム東京）

「教えて浅利さん!」というコーナーで、視聴者からの質問に回答。
- 百年旅行 Jリーグのある風景（2010年、BS日本）

#45「FC東京新人広報奮闘記」